# Böhlen (Schiff)
Der Motortanker Böhlen war ein Öltanker der Deutschen Seereederei Rostock (DSR), die die Hochseeflotte der DDR betrieb. 1976 machte der Untergang des Schiffes internationale Schlagzeilen.

## Das Schiff bis 1976
Das Schiff lief am 3. Juni 1961 als Leuna IV vom Stapel. Am 16. Oktober des Jahres lieferte die Admiralitätswerft Leningrad es jedoch unter dem Namen Böhlen ab. Der Tanker wurde 1962 von der Deutschen Seereederei Rostock offiziell in Dienst gestellt. Im April 1969 wurde er in Rostock aufgelegt und sollte nach Frankreich verkauft werden; doch kam es letztlich nicht zu einem Vertrag, woraufhin das Schiff am 1. Januar 1970 zunächst an den VEB Deutfracht Internationale Befrachtung und Reederei und am 1. Januar 1974 an den VEB Deutfracht/Seereederei Rostock (beides Tochterunternehmen der DSR) ging.

## Der Schiffbruch

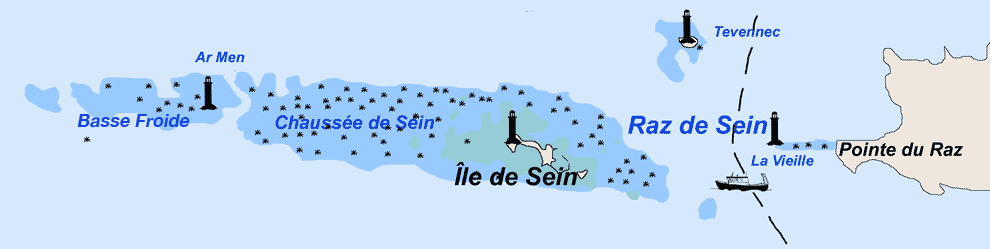
Chaussée de Sein im Westen der Île de Sein

Auf der Fahrt von Venezuela nach Rostock geriet das Schiff am 14. Oktober 1976 aufgrund eines Navigationsfehlers gegen 3:55 Uhr (alle Zeiten in UTC) in die Chaussée de Sein – ein klippenreiches Gebiet im Osten der französischen Insel Île de Sein (im Westen der bretonischen Landspitze Pointe du Raz) – und schlug leck. Die Schiffsoffiziere schätzten die Lage nach der Grundberührung falsch ein und ließen Kurs auf hohe See setzen, obwohl sich gerade ein Sturm entwickelte.
Erst elf Stunden nach der Grundberührung, um 15:25 Uhr, als der vordere Teil des Schiffes bereits tief im Wasser lag und durch überkommende Seen beschädigt wurde, setzte der Funker auf Geheiß des Kapitäns eine Dringlichkeitsmeldung ab; es verging eine weitere Stunde, bis er um 16:25 Uhr ein SOS sendete; darin hieß es in etwa Deck unter Wasser – stop – dringend helfen. Noch jetzt hatte der Kapitän der Böhlen Bedenken, die durchaus übliche Klausel no cure – no pay (ohne Erfolg keine Zahlung) zu akzeptieren, als der westdeutsche Hochseeschlepper Pacific seine Dienste anbot. Um 16:33 Uhr brach der Funkkontakt mit der Böhlen ab, da überkommende Seen die Fenster des Funkraumes einschlugen. Gegen 17 Uhr sank der Tanker vor der Küste von Crozon (bei Brest) und kam schließlich auf der Position 48° 10′ 30″ N, 5° 10′ 48″ W in einer Tiefe von 107 m zu liegen.
Es wurde eine großangelegte Rettungsaktion gestartet, die jedoch durch schlechtes Wetter, fehlende Seenotrettungsmittel und den sich ausbreitenden Ölteppich erschwert wurde. Die Pacific konnte schließlich fünf Überlebende retten, zwei weitere Seeleute der Böhlen kamen bei der Rettungsaktion ums Leben, als sie in schwerer See vom Schlingerkiel der Pacific erschlagen wurden. Die französische Fort Pontchartrain konnte zwei, ein Hubschrauber einen Überlebenden retten. Bretonische Fischer von der Île de Sein, die ebenso wie ihre Kollegen an der Küste von der Rettungsaktion nicht benachrichtigt worden waren und nur zufällig davon hörten, konnten zwei weitere Männer von einem Floß retten.
Beim Untergang der Böhlen starben 24 Besatzungsmitglieder und zwei mitreisende Ehefrauen. Kapitän Siegbert Rennecke und fast alle Offiziere überlebten den Untergang nicht. 16 Personen konnten tot geborgen werden. Zu den elf Überlebenden gehörten der Bordfunker, der Koch und der Bäcker.
Da keiner der nautischen Offiziere den Untergang überlebte, kann über die Beweggründe für ihr Verhalten nachträglich nur spekuliert werden. Diskutiert wurde vor allem, warum die Böhlen Kurs auf die offene See setzte, anstatt einen nahen Hafen anzulaufen. Tatsächlich hätte sie in nur fünf Stunden nach der Grundberührung die geschützte Bucht von Douarnenez anlaufen können, wo sie leichter Hilfe hätte bekommen können. Generell forderte die Böhlen erst spät Hilfe an. Als sie es schließlich tat und der Hochseeschlepper Pacific anbot, die Böhlen abzuschleppen, forderte der Kapitän noch spezielle Bedingungen über die finanzielle Risikoübernahme – unübliche Bedingungen, die die Pacific ablehnte, woraufhin die Böhlen nicht abgeschleppt wurde. Eine falsche Einschätzung der Lage durch die Offiziere des Schiffes ist bei diesem Verhalten anzunehmen. Unklar ist, ob dazu noch politische und finanzielle Gründe kamen. Eine mögliche Ölverschmutzung westlicher Gewässer durch ein DDR-Schiff war ebenfalls politisch brisant. Selbst falls die Offiziere ein Leck geahnt hatten, könnten sie daher bewusst versucht haben, sich schnellstmöglich von der Unfallstelle zu entfernen, sofern sie keinen Verlust des Schiffes befürchteten; von den Überlebenden wurden allerdings keine Maßnahmen zu einer Leckbekämpfung oder auch nur dessen Überprüfung berichtet.
In der DDR wurden die Fakten zum Untergang der Böhlen durch die Seekammer der DDR untersucht und im entsprechenden Havariespruch veröffentlicht. Der Dokumentarfilmer Michael Erler argumentiert in seinen Filmen allerdings, dass einige Unglücksursachen, namentlich die Rolle von Alkohol an Bord, von der Seekammer nicht ausreichend gewürdigt und veröffentlicht wurden.
Der Untergang der Böhlen hatte schwerwiegende Folgen für die Umwelt. Der Tanker hatte etwa 10.000 Tonnen Rohöl geladen, von denen bis zu 2.000 Tonnen austraten, bevor 2.500 Tonnen des Öls 1977 aus dem Wrack abgepumpt werden konnten. Teile des Schiffes wurden mit Beton verschlossen. Die Ölverseuchung der Gewässer hatte ein neunzehnjähriges Fischfangverbot zur Folge, das viele Fischer in diesem Gebiet hart traf.

## Film
- Michael Erler: Die letzte Fahrt der Böhlen. Dokumentarfilm, Deutschland 2005.[8][9][10]
- Michael Erler: Der rätselhafte Untergang des DDR-Tankers Böhlen. Ein Film aus der ARD-Sendereihe: Protokoll einer Katastrophe. Dokumentarfilm, Deutschland, MDR 2007.[11][12]